# Carlos Spegazzini
Carlos Spegazzini (ex km 41,100) es una ciudad del Gran Buenos Aires, Argentina, en el partido de Ezeiza en la provincia de Buenos Aires. Está situada en el centro-sur del partido a la vera de la RN 205, en el km 46. Su nombre fue dado en honor al científico Carlos Luis Spegazzini.
Núcleo poblacional numeroso, desarrollando una importante actividad industrial y comercial, y nutrida red de servicios. Su población era de 19 005 habitantes (Indec, 2001).
El último censo fue en el 2017 lo realizó la ONG denominada Por Nuestra Salud e Higiene de Ezeiza, presidida por el Sr. Martín Rodríguez, oriundo de dicha localidad, lo que dio un total aproximado de 35.000 hab. 
La localidad está dividida por Barrio Del Plata, Tres Américas, Monte Rosa, La Flecha, Barrio Güemes, La Esperanza, El Remanso, Barrio Parque Las Lomas, Barrio El Porvenir, Laguna Azul Los Guindos y San Javier. Existen cuatro líneas de colectivos que transitan en la zona: 51 222 306 518

## Geografía

### Límites
Sus límites son:
- al norte Puente del Inca – Camino Real – calle Roma – calle Concepción/Avenida Quito - calle Falucho y calle Paso de los Libres (Tristán Suárez).
- al este con el Partido de San Vicente
- al sur calles Egipto y Habana, Arroyo Cañuelas/Arroyo del Gato y el Partido de Cañuelas (Máximo Paz).
- al oeste con el Río Matanza-Riachuelo (Virrey del Pino).

## Toponimia
Es en homenaje al botánico, micólogo y expedicionario patagónico Carlos Luis Spegazzini. (n. Aosta 1858-La Plata 1926)

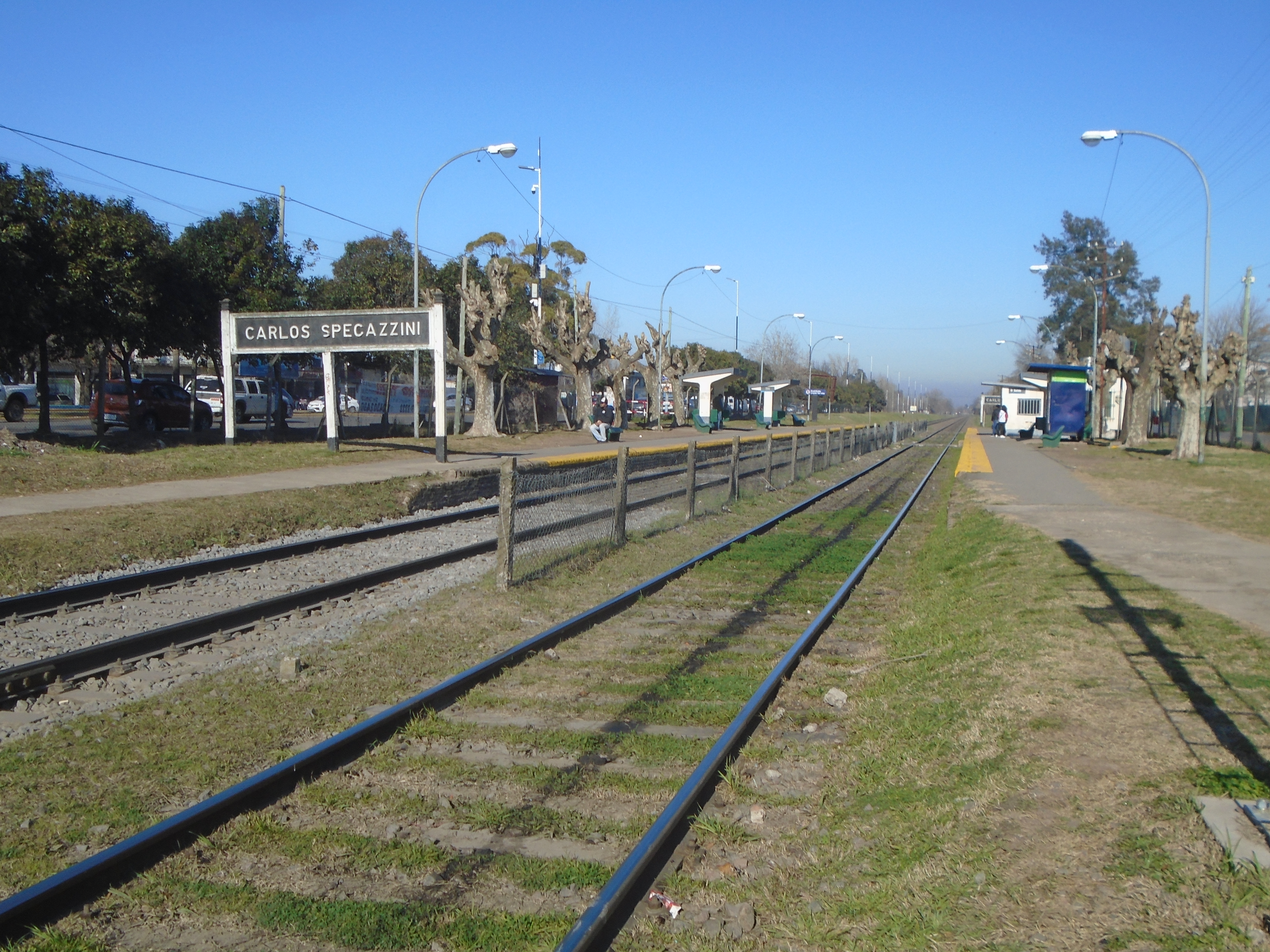
Estación Carlos Spegazzini, del Ferrocarril Roca.

## Historia
- 1500, el territorio del Partido de Ezeiza estaba habitado por la nación querandí, dedicadas a la caza y a la pesca
- 1536, llega Pedro de Mendoza, comienza la lucha contra los pueblos originarios en todo el territorio bonaerense
- 1580, se desaloja el territorio
- 1588 comienza el reparto de las tierras
- 1758 Juan Guillermo González y Aragón, bisabuelo del general doctor Manuel Belgrano, funda la "Estancia Los Remedios". Esta estancia albergó la 1ª capilla de la zona, ubicada en las cercanías del Centro Atómico Ezeiza.
- 1767, llega Gerónimo Ezeiza, se casa con la nieta del célebre alcalde de Buenos Aires, Pedro de Barragán. y forma una amplia familia. Con los años, uno de sus descendientes, José María Ezeiza será propietario de una quinta en la zona
- 1885 Fallecido José María y también su hija, el yerno dona al Ferrocarril Oeste, el predio donde se levantara una estación con la condición de que lleve el nombre de José María Ezeiza. Las tierras ricas y fértiles se fraccionan, se forman chacras, quintas, poblaciones que crecen y se desarrollan con la llegada del FF.CC. El primer almacén de ramos generales perteneció al señor Oyanarte, donde a su vez funcionaba la estafeta de correo. La actividad tambera fue una de las principales actividades del incipiente pueblo y diariamente dos trenes cargados de tarros de leches partían a Buenos Aires para su comercialización.
- La "Estancia Los Remedios" perdura hasta 1945, cuando se expropia para construir el Aeropuerto Internacional de Ezeiza.
- 1888: cimbronazo a las 3.20 del 5 de junio por el terremoto del Río de la Plata de 1888
- Fue una importante zona lechera
- 1927 nacía uno de sus primeros pobladores, Don Ángel Feito (19-12-1927 a 29-9-2020), oriundo de Máximo Paz, la localidad vecina, sus padres se instalaron en donde sería luego el barrio Güemes en principio. Luego don Ángel Feito se instalaría en un lote sobre la ruta 205 a la altura del km 43,500, y levantaría uno de los primeros comercios de la zona, al principio como una bicicletería y luego anexando mueblería y venta de gas Agipgas.
- 1949 comienzan loteos de sus campos, (Barrio "El Porvenir") y se constituye el primer barrio “Barrio General Güemes”, y siguen más que conformaron un conglomerado poblacional y un desarrollo industrial hasta ser un Parque Industrial
- 1950 "Spegazzini" fue parte del Partido de Esteban Echeverría hasta diciembre de 1995, cuando asumen autoridades del nuevo Partido.

## Parroquias católicas en Carlos Spegazzini
| Diócesis  | Lomas de Zamora                          |
| --------- | ---------------------------------------- |
| Parroquia | La Natividad de Nuestro Señor Jesucristo |